# It's a New Day
«It's a New Day» es un sencillo del rapero estadounidense will.i.am, publicado el 7 de noviembre de 2008. La letra de la canción es un claro apoyo a la candidatura de Barack Obama.

## Video musical
Will.i.am estrenó el video en el show de Oprah Winfrey, en el que también realizó una actuación en directo de la canción. El videoclip tiene el aspecto de ser un video casero grabado por el propio artista. Este aparece cantando la canción en su coche y en la terraza de su propia casa. En el video se observan diferentes imágenes de Barack Obama y su esposa. Además se ven varias imágenes de Obama junto a Will.i.am. Al igual que en los dos videos anteriores, numerosas celebridades apoyan a Obama en el video.

### Apariciones estelares
- Olivia Wilde
- Apl.de.ap
- Kanye West
- Kevin Bacon
- Fergie
- Kyra Sedgwick
- Taboo
- Kerry Washington
- Gayle King
- Barack Obama
- Joe Biden

## Lista de canciones
1. «It's a new day»

## Posicionamiento
| Listas (2008)                         | Posiciones |
| ------------------------------------- | ---------- |
| iTunes Music Store Hot 100            | 14         |
| iTunes Music Store Pop Top 100        | 6          |
| iTunes Music Store Canada Hot 100     | 15         |
| iTunes Music Store Canada Pop Top 100 | 8          |